# Metopia crassarista
Metopia crassarista är en tvåvingeart som beskrevs av Thomas Pape 1986. Metopia crassarista ingår i släktet Metopia och familjen köttflugor. Inga underarter finns listade i Catalogue of Life.